# Aprosmictus jonquillaceus
Il pappagallo spalleoliva (Aprosmictus jonquillaceus (Vieillot, 1818)) è un uccello della famiglia degli Psittaculidi.

## Descrizione
Simile e affine al pappagallo alirosse, da cui differisce per la colorazione più chiara e la presenza del rosso alare solo sul bordo (accentuata nel maschio, quasi impercettibile nella femmina), ha il sopraccoda giallastro e sfumature gialle diffuse sui fianchi e sul ventre. Ha taglia attorno ai 25 cm.

## Distribuzione e habitat
Abita le foreste e le savane, fino ai 2600 metri di quota delle isole Timor e Wetar, nell'arcipelago della Sonda in Indonesia.

## Tassonomia
Comprende due sottospecie:
- A. j. jonquillaceus, localizzata a Timor;
- A. j. watterensis, localizzata a Wetar.